# ジョン・シャイヤー
- ジョン・シャイアー

ジョナサン・ジェームズ・シャイヤー（Jonathan James Scheyer, 1987年8月24日 - ）は、アメリカ合衆国・イリノイ州ノースブルック出身の元プロバスケットボール選手、バスケットボール指導者。NCAAのデューク大学でヘッドコーチを務めている。

## 経歴

### 生い立ち
3兄弟の末っ子として生まれる。父がユダヤ教を信仰しており、その影響で自身もバル・ミツワーとなった。

### ハイスクール
高校時代はマクドナルド・オール・アメリカンに選出されるなど活躍した。複数の大学からオファーを受けた中で、デューク大学へ進学した。

### カレッジ
大学でも主力として活躍し、4年目の2009-10シーズンにはセス・カリー、ランス・トーマスらと共にNCAAトーナメントで優勝した。この年のオフに伝染性単核球症に感染したため、NBAドラフトコンバインに参加できなかった。その後、ドラフト前に10チームとワークアウトを行なったが、2010年のNBAドラフトではどこからも指名されなかった。

### リオグランデバレー・バイパーズ
ドラフト後に行われたサマーリーグにマイアミ・ヒートの一員として参加し、最初の試合で決勝点となるシュートを決めた。しかし、続くゴールデンステート・ウォリアーズ戦の試合中に相手のジョー・イングルスに右目を突かれ、視神経と網膜を損傷。右瞼を5針縫う大怪我となったが、保護ゴーグルを着用し試合に復帰した。
サマーリーグ終了後の2010年9月22日にロサンゼルス・クリッパーズのトレーニングキャンプに招待選手として参加したが、10月9日に解雇された。その後痛めた目の治療のため数ヶ月療養し、2011年2月17日に海外の複数チームからのオファーを断り、Dリーグのリオグランデバレー・バイパーズと契約した。Dリーグでは24試合に出場して平均13得点・4アシスト・4リバウンドの成績を記録し、チームもDリーグファイナルまで進出した。

### マッカビ・テルアビブBC
2011年6月にユーロリーグのマッカビ・テルアビブBCと2年45万ドルの契約を結んだ。
チームにはシャイヤーを含めて5人のアメリカ人選手がいたが、イスラエル国籍を持たない選手は4人までしか在籍できないという規則があったため、父がイスラエル人であったシャイヤーがイスラエル国籍を取得した。

### CBグラン・カナリア
2012年のサマーリーグにフィラデルフィア・76ersの一員として参加した。サマーリーグ終了後、リーガACBのCBグラン・カナリアと契約した。

### コーチ時代
2013年4月に現役を引退し、母校デューク大学でヘッドコーチを務める「コーチK」ことマイク・シャシェフスキーに誘われ、同大学のスペシャルアシスタントに就任。2014年4月18日にはアシスタントコーチとなり、2017-18シーズン終了後にはアソシエイトコーチに昇格した。
2021年6月2日に42年間ヘッドコーチを務めたコーチKが2021-22シーズンを最後に勇退し、シャイヤーが後任のヘッドコーチに就任することが発表された。そしてシーズン終了後、正式にヘッドコーチに就任した。